# Covelas (Trofa)
Covelas is een plaats (freguesia) in de Portugese gemeente Trofa en telt 1 662 inwoners (2001).